# 1983 في بلغاريا
فيما يلي قوائم الأحداث التي وقعت خلال عام 1983 في بلغاريا.

## رياضة
- 1 يناير – الألعاب الجامعية الشتوية 1983

## مواليد

### يناير
- 1 يناير – سفيتوسلاف ايفانوف صحفي بلغاري.
- 10 يناير – ترفيل بوليف ملاكم بلغاري.

### فبراير
- 9 فبراير – ديميتار رانغيلوف لاعب كرة قدم بلغاري.
- 19 فبراير – ديتليلين دالاكليف ملاكم بلغاري.

### مارس
- 1 مارس – ستانكا زلاتيفا مصارعة هاوية بلغارية.

### أبريل
- 28 أبريل – إيليان إفتيموف لاعب كرة سلة فرنسي.

### يوليو
- 22 يوليو – إميل بتروف لاعب كرة قدم بلغاري.
- 24 يوليو – أليكساندر غروف لاعب كرة سلة بلغاري.

### أغسطس
- 18 أغسطس – إيفان بافلوف لاعب كرة قدم بلغاري.

### أكتوبر
- 2 أكتوبر – يوردان يوركوف لاعب كرة قدم بلغاري.
- 31 أكتوبر – بوريس جايتشيف لاعب كرة قدم بلغاري.

## وفيات

### نوفمبر
- 16 نوفمبر – دورا غابي (مواليد 1888) كاتبة بلغارية.